# Lípa v Šerchově
Lípa v Šerchově je památný strom lípa velkolistá (Tilia platyphyllos) v Šerchově, části obce Blatno v okrese Chomutov v Ústeckém kraji.
Strom roste listnatém háji v nadmořské výšce 535 m v Krušných horách, asi 400 metrů jihovýchodně od vesnice Šerchov.

## Základní údaje
Obvod kmene měří 625 cm, koruna stromu dosahuje do výšky 25 metrů (měření 2009). V roce 2009 bylo stáří stromu odhadováno na 400 let.
Lípa je chráněná od roku 1983 jako strom významný stáří a vzrůstem.

## Stromy v okolí
- Lípy u kostela v Blatně
- Hlošina u Olejomlýnského parku v Jirkově
- Skupina dubů v ulici U dubu
- Jasan u cesty
- Kaštanovníky ve střelnici